# Jim Ross
James William „Jim“ Ross (* 3. Januar 1952 in Fort Bragg, Kalifornien), auch bekannt unter seinem Spitznamen J.R., ist ein TV-Kommentator, Interviewer, Ringrichter und Offizieller im Wrestlinggeschäft. Er war zunächst für World Championship Wrestling (WCW) und wechselte Mitte der 1990er zu World Wrestling Entertainment (WWE). Dort wurde er durch seinen einzigartigen Moderationsstil bekannt und zählt zu den Publikumslieblingen. Ab 2013 war er nur noch sporadisch für die WWE tätig und war von 2015 bis 2018 regelmäßig im amerikanischen Kommentatorenteam der Shows von New Japan Pro-Wrestling. Im April 2019 unterschrieb Ross einen Vertrag über drei Jahre als Kommentator und Berater für die neu gegründete Wrestling-Liga All Elite Wrestling (AEW).

## Leben
Jim Ross begann seine Karriere als Schiedsrichter bei der Oklahoma Intercollegiate Conference. 1975 machte er seinen Abschluss an der Bill Kinnamons Umpire School. Anschließend wurde er Moderator für College Football und später für die Atlanta Falcons. In letzterer Position war er auch Co-Moderator der Jerry Glanville Show.
Kurz darauf begann er als Wrestlingkommentator in einigen unabhängigen Ligen darunter Bill Watts Universal Wrestling Federation. Dort war er zunächst als Ringsprecher und als Interviewer tätig. Ab 1986 wurde er Moderator. So moderierte er unter anderem einen Titelkampf zwischen Ric Flair und Ted DiBiase. Mit dem Aufkauf der UWF durch Jim Crockett Promotions kam er schließlich zur National Wrestling Alliance (NWA), die später den Namen World Championship Wrestling (WCW) annahm. Dort arbeitete er unter anderem mit Tony Schiavone und Jesse „The Body“ Ventura zusammen. Zusätzlich war er Radiomoderator für das NFL-Team Atlanta Falcons. Als im März 1993 Eric Bischoff die Zügel bei der WCW in die Hand nahm und Ross aus seiner Rolle als Hauptmoderator abzog, kam es zur Trennung von Ross und der WCW.
1993 kam Ross zur damaligen World Wrestling Federation (WWF, heute World Wrestling Entertainment/WWE). Sein Debüt hatte er beim wichtigsten Pay-Per-View der Promotion: Wrestlemania IX. Zunächst kommentierte er hier an der Seite von Bobby „The Brain“ Heenan. Als dieser die WWF verließ, übernahm Vince McMahon dessen Posten.
Im Februar 1994 wurde Ross entlassen kurz nachdem das erste Mal seine charakteristische Gesichtslähmung auftrat. Jim Ross war nicht zufrieden mit seinem Charakter, der von einem seriösen Moderator zu einem heelfreundlichen umgeschrieben wurde. Zudem musste er immer einen Cowboyhut tragen (der allerdings später zu einem seiner Markenzeichen wurde). Er war danach als Kommentator für Smoky Mountain Wrestling und wieder für die Atlanta Falcons tätig. Eine Rückkehr zur WCW scheiterte an den Vertragsverhandlungen. Dies gipfelte in einem Shoot-Interview in Wade Kellers Newsletter Pro Wrestling Torch. Doch bereits im Juli 1994 kehrte er kurzzeitig zurück, nahm allerdings nur an einigen WWE-Raw-, WWE-Superstars- und WWE-Challenge-Tapings teil, da Vince McMahon mit Gorilla Monsoons Leistungen als Moderator nicht zufrieden war. Bereits im August verließ er WWF wieder, nachdem erneute Vertragsverhandlungen scheiterten. Ebenso scheiterten Verhandlungen mit Ultimate Fighting Championship (UFC).
Im Januar 1995 kehrte er schließlich in die WWF zurück, zunächst aber nur als Teil des Kreativteams. So arbeitete er als Produktionsassistent für Vince Mc Mahon und war Teil des Booking-Teams. Anschließend übernahm er die Moderation von WWF Action Zone, einer kurzlebigen Show, die später als Magazin weitergeführt wurde. Am 24. September 1995 wurde er schließlich wieder Teil des Moderationsteams zusammen mit Vince McMahon und Jerry Lawler, allerdings nur für kurze Zeit. Anschließend präsentierte er als Heel-Manager „Fake Diesel“ (Glenn Jacobs, später bekannt als Kane) und „Fake Razor Ramon“ (Rick Bogner) in einem verzweifelten Versuch der WWF von der Popularität der zur WCW gewechselten Wrestler Kevin Nash und Scott Hall zu profitieren. Das Segment scheiterte und Jim Ross kehrte als Teil des Moderatorenteams zurück. Damit moderierte er zur Zeit der berühmt gewordenen Monday Night Wars, als die beiden größten Promotions mit ihren beiden Hauptshows Monday Night Raw und WCW Monday Nitro sich ein Kopf-an-Kopf-Rennen lieferten.
Beim 1997er Royal Rumble erhielt Jim Ross seinen Cowboy-Hut, den er bis heute als Moderator trägt. Am 8. November 1997, dem Tag des Montreal Screwjobs, wurde Jim Ross WWFs Hauptmoderator und ersetzte damit Vince McMahon, der nach den Vorfällen in Montreal, als man vom Skript abwich, um Bret Hart den Titel abzunehmen, nicht mehr glaubwürdig als Face-Moderator auftreten konnte. Im Dezember 1998, nach einer erneuten Gesichtslähmung, wurde er kurzzeitig durch Michael Cole ersetzt, kehrte jedoch im März 1999 zurück, allerdings zunächst nicht als Hauptmoderator, da Vince Russo und Ed Ferrara, die damaligen Hauptschreiber, gegen ihn intrigierten. Dies war jedoch nur von kurzer Dauer, da Steve Austin und The Rock bei ihrem Match bei Wrestlemania XV auf ihn bestanden.
1999 kam es auch zu einem schweren Zwischenfall zwischen ihm, Vince McMahon und Jeff Jarrett. Jim Ross, der zu dieser Zeit für das Booking verantwortlich war, übersah das Auslaufen des Vertrages von Jeff Jarrett, der daraufhin Vince McMahon um eine sechsstellige Summe erpresste, in dem er drohte mit dem WWE Intercontinental Championship zur WCW zu wechseln. 1999 spielte er in der Filmkomödie Der Mondmann an der Seite von Jim Carrey mit. Der Film behandelt das Leben des Komikers Andy Kaufman, der auch als Wrestler auftrat. Ross spielt dort einen Wrestling-Kommentator. Außerdem hatte er 1999 auch sein Wrestling-Debüt, als er in einem Tag-Team-Match zusammen mit Steve Austin gegen Triple H und Chyna antrat. Insgesamt sollte er noch in acht weiteren, mehr oder wenig Gimmick-Matches gegen andere Wrestler sowie seine Moderatorenkollegen antreten.
2001 wurde er Moderator der kurzlebigen American-Football-Liga XFL.
Auch in mehrere Storylines wurde Ross aktiv involviert. So zwang ihn der Undertaker 2001 dem „Kiss My Ass Club“ von Vince McMahon beizutreten, einem Angle, bei dem Vince McMahon sich als Oberbösewicht der Liga präsentieren konnte. Zudem hatte er eine längere Fehde mit Jonathan Coachman, bei dem es sogar zu mehreren Wrestling-Matches zwischen den beiden kam. Als Ross 2005 am Darm operiert werden musste, wurde er in einem Angle von Vince und Linda McMahon entlassen. Nachdem man als Ersatz Jonathan Coachman und Joey Styles erfolglos testete, kehrte Ross, aufgrund der negativen Fan-Reaktionen für das Ersatz-Team, nach der überstandenen Operation 2006 zurück. Allerdings nicht bevor sich McMahon in einem Segment über seine Operation lustig gemacht hatte.

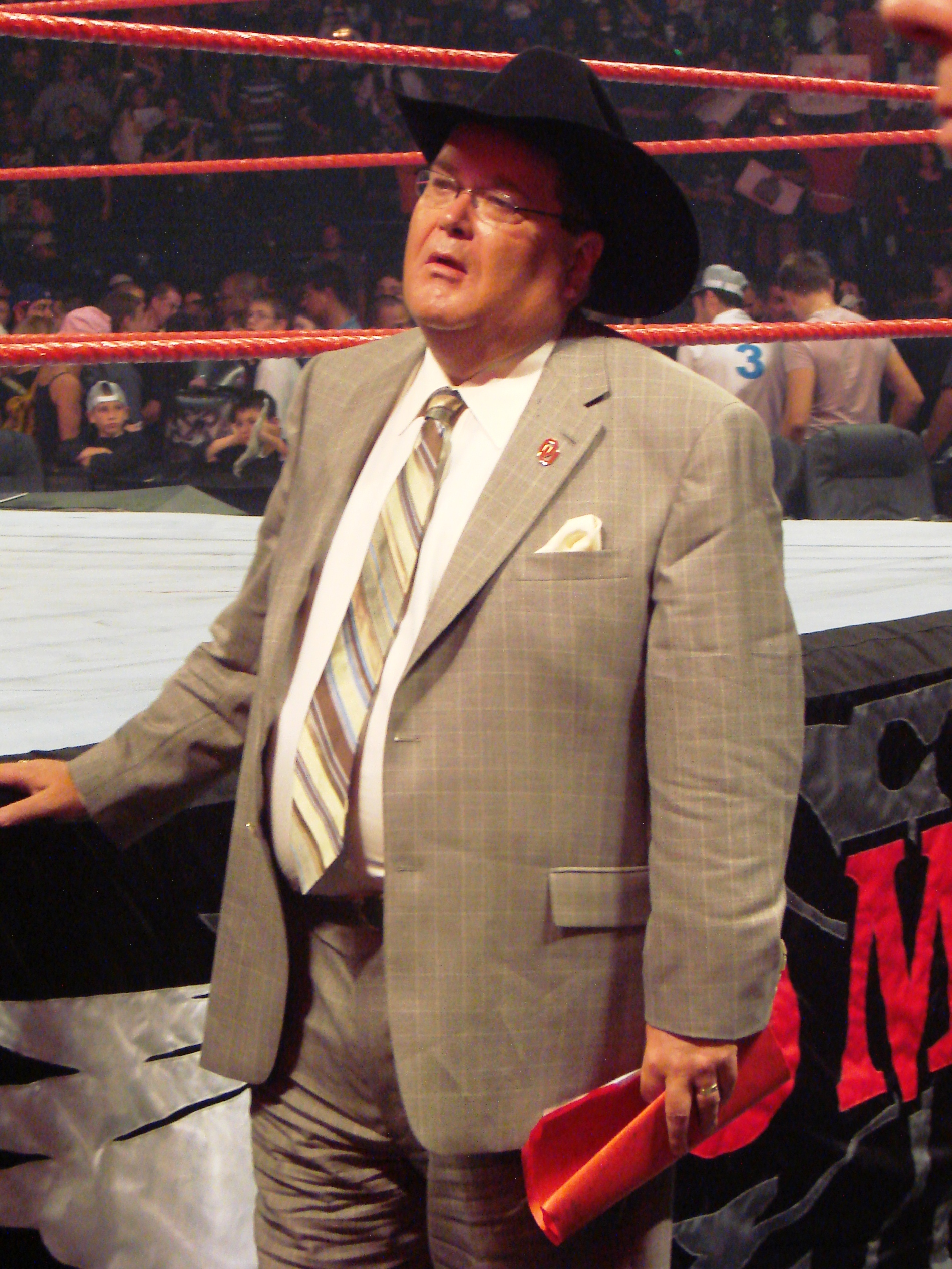
Jim Ross (2007)

2000 und 2003 schrieb er zwei Wrestling-Kochbücher für World Wrestling Entertainment. Außerdem schrieb er mehrere Gastkapitel für Steve Austins Biografie The Stone Cold Truth.
Bei einem Besetzungswechsel im Juni 2008 wurde Ross zu SmackDown versetzt und übernahm dort neben Mick Foley den Posten von Michael Cole, der fortan bei RAW kommentierte. Im Oktober 2009 verließ er die WWE wieder aus gesundheitlichen Gründen.
2011 kehrte er an der Seite von Jerry Lawler in dessen Fehde gegen Michael Cole zurück. Dabei stieg er selbst aktiv in den Ring und kommentierte kurzzeitig wieder RAW. Vom 25. Juli 2011 bis zum 10. Oktober 2011 war Ross wieder dauerhaft als Kommentator bei RAW zu sehen und hören, ehe er in einer Storyline entlassen wurde.
Seit Juni 2012 kommentierte Ross die Show WWE NXT an der Seite von Byron Saxton und William Regal. Am 11. September 2013 gab Ross seinen beruflichen Rückzug aus der WWE bekannt. Allerdings kommentiert er seitdem Matches der japanischen Liga New Japan Pro-Wrestling. Gelegentlich tritt er weiterhin bei der WWE als Gastkommentator auf, so bei Wrestlemania 2017, wo er den Kampf des Undertakers gegen Roman Reigns kommentierte, beim WWE United Kingdom Championship Special 2017 und bei NXT TakeOver: Chicago.
Seine Autobiografie Slobberknocker: My Life in Wrestling erschien im Oktober 2017.
Seit 2019 arbeitet er für All Elite Wrestling (AEW). Dort kommentiert er etwa die Show AEW Dynamite und AEW Pay-Per-Views.

## Bedeutung

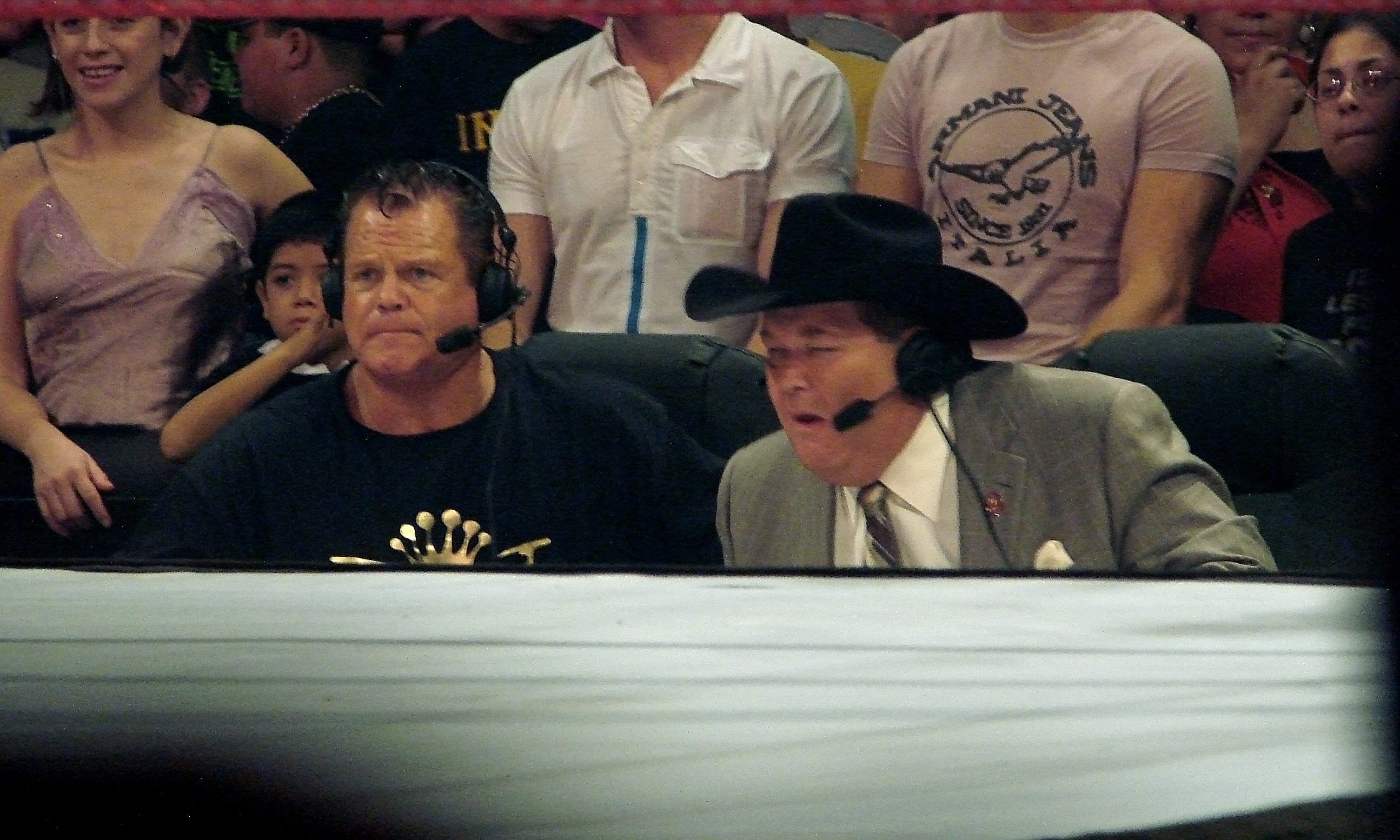
Jerry Lawler (links) und Jim Ross (rechts) bei WWE Raw

Jim Ross galt jahrzehntelang als bekanntester Moderator der WWE. Insbesondere sein markanter Südstaaten-Akzent und sein geerdeter, aber auch emotionaler Erzählstil machten ihn bei den Fans des Wrestlings beliebt. Am 31. März 2007 wurde Ross im Rahmen von WrestleMania 23 in die WWE Hall of Fame aufgenommen. Die Rede hielt Steve Austin. Neben der Mitgliedschaft in der WWE Hall of Fame, befindet sich Ross seit 1999 auch in der des Wrestling Observer Newsletter. Von selbiger erhielt Ross in den Jahren 1988–1993, 1998–2001, 2006 und 2007 den Preis als Bester Wrestling Kommentator. Er erhielt außerdem 2002 von der Pro Wrestling Illustrated den Stan Weston-Award, welcher sein Lebenswerk als Persönlichkeit im Wrestling auszeichnet. Seine vermutlich bekannteste Performance als Moderator geschah bei einem Match zwischen Mankind und The Undertaker, bei dem Mankind von der Decke eines Käfigs stürzte. Dort sprach er die später im Wrestling zu geflügelten Worte gewordenen Sätze „Good god almighty, good god almighty, that killed him! As god is my witness, he is broken in half!“ (etwa: „Großer Gott, Großer Gott, das hat ihn getötet! Bei Gott, ich schwöre, er ist einfach zerbrochen“) sowie „Enough is enough! Would somebody stop the damn match!“ (etwa: „Genug ist genug! Würde jemand bitte den verdammten Kampf stoppen?“). Mick Foley bezog sich später in seiner Autobiografie auf diese Sätze.
Die Zusammenarbeit zwischen Jim Ross und WWE war allerdings nicht immer reibungsfrei. So wurde Jim Ross mehrfach entlassen. Zudem wurde er häufig gezwungen, in Storylines mitzuspielen, die er nicht mochte. Er wurde jedoch auf Grund der Fanreaktionen häufig zurückgebracht und gilt heute als die Stimme der WWE in den 1990er und 2000er Jahren.

## Privatleben
Jim Ross war seit 1993 verheiratet. Seine zehn Jahre jüngere Frau Jan wurde ihm damals von Ric Flair vorgestellt. Das Paar hat zwei Töchter und ebenso viele Enkeltöchter. Jan Ross verstarb am 22. März 2017 an den Folgen eines schweren Unfalls, den sie bei einer Vespa-Fahrt erlitt.
Jim Ross leidet unter Bellscher Parese, einer besonderen Form der Fazialislähmung, die anfallsartig auftritt und zu dauerhaften Lähmungen führt. Er hatte insgesamt drei solcher Anfälle: 1994, 1998 nach dem Tod seiner Mutter sowie 2010. Daher sind seine Mimik sowie sein Sichtfeld beeinträchtigt.
Ross ist für seine Vorlieben für Barbecue bekannt. So schrieb er zwei Kochbücher für WWE und betreibt einen Versandhandel für Barbecue-Saucen. Außerdem führte er von 2007 bis 2010 das Restaurant J.R.'s Family Bar-B-Q in Norman, Oklahoma.

## Werke
- Can You Take the Heat? The WWF is Cooking. William Morrow 2000. ISBN 978-0-06-039378-6
- JR's Cookbook: True Ringside Tales, BBQ, and Down-Home Recipies. World Wrestling Entertainment 2003. ISBN 978-0-7434-6504-5
- The Stone Cold Truth. Zusammen mit Steve Austin und Dennis Brent. World Wrestling Entertainment 2004. ISBN 978-0-7434-8267-7
- Slobberknocker: My Life in Wrestling. Zusammen mit Paul O’Brien. Sports Publishing 2017. ISBN 978-1-68358-113-0
- Under the Black Hat: My Life in the WWE and Beyond. S&S/Simon Element 2020. ISBN 978-1-9821-3052-7

## Spielfilme und Dokumentarfilme
Aufgeführt sind nur Spiel- und Dokumentarfilme, keine reinen Moderationstätigkeiten.
- 2016: World of Sport Wrestling (Dokumentarfilm)
- 2016: I Never Quit: The Magnum T.A. Story (Dokumentarfilm)
- 2016: The Funks (Dokumentarfilm)
- 2015: What Now (Spielfilm)
- 2015: Owen: Hart of Gold (Dokumentarfilm)
- 2015: Sting: Into the Light (Dokumentarfilm)
- 2015: It’s Good to Be the King: The Jerry Lawler Story (Dokumentarfilm)
- 2015: The Resurrection of Jake the Snake Roberts (Dokumentarfilm)
- 2014: The Sheik (Dokumentarfilm)
- 2014: The Monday Night War: WWE vs. WCW (Dokuserie)
- 2014–2017: 30 for 30 (Dokumentarserie)
- 2013: The History of WWE: 50 Years of Sports Entertainment (Dokumentarfilm)
- 2013: Legends of the Mid-South Wrestling (Dokumentarfilm)
- 2013: WWE: Best of WWE at Madison Square Garden (Dokumentarfilm)
- 2013: WWE: The Top 25 Rivalries in Wrestling History (Dokumentarfilm)
- 2013: WWE for All Mankind: Life & Career of Mick Foley (Dokumentarfilm)
- 2012: The Top 100 Moments in Raw History (Dokumentarfilm)
- 2012: Attitude Era (Dokumentarfilm)
- 2012: WWE: CM Punk – Best in the World
- 2012: The 50 Greatest Finishing Moves in WWE History (Dokumentarfilm)
- 2012: The Epic Journey of Dwayne 'The Rock' Johnson (Dokumentarfilm)
- 2011: Stone Cold Steve Austin: The Bottom Line on the Most Popular Superstar of All Time (Dokumentarfilm)
- 2011: Shawn Michaels vs. Bret Hart (Dokumentarfilm)
- 2011: WWE: OMG! – The Top 50 Incidents in WWE History
- 2009: Jeff Hardy: My Life, My Rules (Dokumentarfilm)
- 2009: Starcade: The Essential Collection (Dokumentarfilm)
- 2009: Dinner: Impossible (1 Folge, Reality-Show)
- 2009: WWE: Batista – I Walk Alone (Dokumentarfilm)
- 2009: WWE: The Rise and Fall of WCW (Dokumentarfilm)
- 2009: WWE: Greatest Stars of the '90s (Dokumentarfilm)
- 2008: The Life and Times of Mr. Perfect (Dokumentarfilm)
- 2008: Nature Boy Ric Flair: The Definitive Collection (Dokumentarfilm)
- 2008: WWE: Twist of Fate – The Matt and Jeff Hardy Story (Dokumentarfilm)
- 2007: WWE: John Cena – My Life (Dokumentarfilm)
- 2007: Ric Flair & The Four Horsemen (Dokumentarfilm)
- 2007: WWE: The New & Improved DX (Dokumentarfilm)
- 2007: The Shawn Michaels Story: Heartbreak and Triumph (Dokumentarfilm)
- 2006–2012: WWE Legends of Wrestling (Dokuserie)
- 2006: Hulk Hogan: Die ultimative Anthologie (Dokumentarfilm)
- 2006: WWE vs. ECW: Head to Head (Dokumentarfilm)
- 2006: The World’s Greatest Wrestling Managers (Dokumentarfilm)
- 2006: Born to Controversy: The Roddy Piper Story (Dokumentarfilm)
- 2005: The Bret Hart Story: The Best There Is, the Best There Was, the Best There Ever Will Be (Dokumentarfilm)
- 2005: The Self Destruction of the Ultimate Warrior (Dokumentarfilm)
- 2005: Road Warriors: The Life and Death of Wrestling’s Most Dominant Tag Team
- 2003: WWE: Brock Lesnar: Here Comes the Pain (Dokumentarfilm)
- 2002: WWE: Austin vs. McMahon – The Whole True Story
- 2001: WWE: Undertaker – This Is My Yard (Dokumentarfilm)
- 2001: Lita: It Just Feels Right (Dokumentarfilm)
- 2000: Lovers Lane – Date mit dem Tod (Spielfilm)
- 1999: Beyond the Mat
- 1999: Der Mondmann (Spielfilm)
- 1998: Three Faces of Foley (Dokumentarfilm)
- 1996: WWF Fab 4 (Dokumentarfilm)
- 1996: Bret 'Hit Man' Hart (Dokumentarfilm)
- 1993: The Undertaker: His Gravest Matches (Dokumentarfilm)
- 1990: Family Feud: Wrestler Family Feud Special III

## Moderationstätigkeiten
- 2017: Mae Young Classic
- 2017: NXT TakeOver: Chicago
- 2017: WWE United Kingdom Championship Special
- seit 2015: NJPW
- 2016: NXT TakeOver: Dallas
- 2012: WWE NXT
- 2011: Hell in a Cell
- 2009: WWE Superstars
- 2009: WWE: The Bash
- 2009, 2011: WWE: Extreme Rules
- 2007: WWE Draft Special
- 2007: WWE One Night Stand
- 2006–2007: WWE Saturday Night’s Main Event
- 2006–2008: WWE Cyber Sunday
- 2005, 2007: WWE Great American Bash
- 2005: WWE A.M. Raw
- 2005: WWE Byte This!
- 2005–2007: WWE New Year’s Revolution
- 2004: WWE Taboo Tuesday
- 2003–2004: WWE Bad Blood
- 2002: WWE Tough Enough
- 2001–2002, 2004–2006: WWF Vengeance
- 2001–2008: WWF Unforgiven
- 2001: Invasion
- 2001–2002: WWF Insurrextion
- 2001: XFL
- 2000: Fully Loaded
- 2000–2002, 2008: WWF No Mercy
- 1999–2000, 2002–2003, 2005, 2008: WWF Armageddon
- 1999–2001: WWF Rebellion
- 1999–2000, 2002, 2004–2007, 2009: WWF Backlash
- 1999–2009: WWE SmackDown Live
- 1998: WWF Capital Carnage
- 1998, 2000–2003, 2007, 2009: WWF Judgement Day
- 1998: WWF Breakdown: In Your House
- 1998–1999: Fully Loaded
- 1998–2001: Sunday Night Heat
- 1998: WWF Mayhem in Manchester
- 1998: Over the Edge
- 1998, 2001–2002, 2008–2009: No Way Out
- 1997–1998: WWF Shotgun Saturday Night
- 1997: WWF in Your House: Badd Blood
- 1997: WWF One Night Only
- 1997: WWF in Your House: Ground Zero
- 1997: WWF in Your House 16: Canadian Stampede
- 1997: WWF in Your House: Revenge of the Taker
- 1997: WWF Slammy Awards 1997
- 1997: WWF In Your House: Final Four
- 1997: WWF Friday Night’s Main Event
- 1996: WWF In Your House: It’s Time
- 1996: WWF In Your House: Mind Games
- 1996, 1998–1999, 2001–2009: Summerslam
- 1996–1997: WWF Superstars of Wrestling
- 1995–2004, 2008: Survivor Series
- 1995: WWF In Your House 4
- 1995: Smoky Mountain Wrestling
- 1994, 2005–2007, 2009, 2013–2014: WWE Hall of Fame
- 1994–2013: WWE Monday Night Raw
- 1994: WWF Action Zone
- 1994: SMW: Night of the Legends
- 1994–1995, 1997–1998, 2000–2009: Royal Rumble
- 1993–2002: King of the Ring
- 1993–1995: WWF Wrestling Challenge
- 1993: Bashed in the USA
- 1993: Invasion of the Bodyslammers
- 1993: WWF: UK Rampage 93
- 1993, 1995–2009, 2011–2012, 2017: Wrestlemania
- 1992: WCW Beach Blast
- 1991: WCW Super Brawl I
- 1990–1991: Halloween Havoc
- 1989–1992: WCW/NWA Wrestlewar
- 1988–1992: The Great American Bash
- 1988: WCW Main Event
- 1989–1991: World Championship Wrestling
- 1989: World Wide Wrestling
- 1988–1993: Clash of the Champions
- 1987–1988, 1990–1991: Starcade

## Computerspiele
Wenn nicht anders angegeben, war dort seine Stimme zu hören. Jim Ross war außerdem in einigen der Computer- und Videospiele auch als spielbarer Charakter vertreten.
- 2013: WWE 2k14
- 2012: WWE ’13
- 2011: WWE ’12 (auch spielbarer Charakter)
- 2011: WWE All Stars
- 2009: WWE SmackDown vs. RAW 2010
- 2009: WWE Legends of WrestleMania
- 2008: WWE SmackDown vs. RAW 2009
- 2007: WWE SmackDown vs. RAW 2008
- 2006: WWE SmackDown vs. RAW 2007
- 2004: WWE SmackDown! vs. RAW
- 2002: WWE Triple H: The Game
- 2002: WWE SmackDown! Shut Your Mouth
- 2000: WWF SmackDown! 2: Know Your Role
- 2000: WWF No Mercy (nur spielbarer Charakter)
- 1999: Wrestlemania 2000 (nur spielbarer Charakter)
- 1998: WWF War Zone